# Micrurus psyches
Micrurus psyches (карибський кораловий аспід) — вид отруйних змій родини аспідових (Elapidae). Мешкає в Південній Америці.

## Поширення і екологія
Карибські коралові аспіди мешкають на сході Венесуели, на півночі Гаяни, Суринаму і Французької Гвіани, а також в бразильському штаті Амапа. Вони живуть у вологих тропічних лісах, на висоті до 500 м над рівнем моря.